# Pittsburgh Ironmen
Pittsburgh Ironmen era un equip de bàsquet estatunidenc de la Basketball Association of America (Després NBA) situat a Pittsburgh (Pennsilvània). Varen participar només una temporada, acabant amb un rècord de 15-45, últims de la Divisió Oest.

## Trajectòria
Note: G = Guanyats, P = Perduts, % = Percentatge de victòries
| Any                      | G                        | P                        | %                        | Playoffs                 | Resultats                |
| Pittsburgh Ironmen (BAA) | Pittsburgh Ironmen (BAA) | Pittsburgh Ironmen (BAA) | Pittsburgh Ironmen (BAA) | Pittsburgh Ironmen (BAA) | Pittsburgh Ironmen (BAA) |
| ------------------------ | ------------------------ | ------------------------ | ------------------------ | ------------------------ | ------------------------ |
| 1946-47                  | 15                       | 45                       | .250                     | No classificats          |                          |